# 超解像顕微鏡法
超解像顕微鏡法（ちょうかいぞうけんびきょうほう）は光の回折限界以下の分解能に到達する顕微鏡法。

## 概要
従来の光学顕微鏡では使用する光の回折限界以下の分解能は原理的に不可能とされており、可視光に依存する場合、分解能は200nmが限界だった。そのような状況を打開すべく、これまでに様々な試みが模索されて、近年、その限界を超える装置が複数考案されている。

### 共焦点顕微鏡
回折限界以下まで収束させることが可能なレーザー光を照射して走査して画像を得る。

### 誘導放出抑制顕微鏡法
誘導放出抑制顕微鏡法は蛍光顕微鏡の一種である。蛍光色素分子に励起光を照射すると、エネルギー状態の高い励起状態になり、その後基底状態へと落ちる時に蛍光を生じる。しかし励起状態でSTED光を照射した場合には「誘導放出」と呼ばれる現象が起きることによって色素は蛍光を出さずに強制的に基底状態に落ち、この時に放出される光は蛍光とは異なる光なので容易に区別が可能である。観測スポットの大きさはSTED光を強くしていけば原理的にはどこまでも小さくできるものの、実際には強度の制約から数10nm程度が限界とされる。

### 光活性化局在性顕微鏡法
光活性化局在顕微鏡法は蛍光顕微鏡の一種で1回の撮像では200nmの分解能が限界だが、非常に弱い光を照射して、200nm以上の間隔で蛍光物質を1分子を検出できるように調整してからこの時の画像をいったん保存してから蛍光を止めて、また弱い光を照射すると、確率的に先ほどとは異なる集団の1分子を検出できるのでこれを全分子を測定するまで繰り返すことにより得られた画像を重ね合わせると全分子を検出した超解像画像となる。エリック・ベツィグはこの業績により2014年にノーベル化学賞を受賞した。

### 確率的光学再構築顕微鏡
確率的光学再構築顕微鏡（STORM顕微鏡、英: Super-resolution microscopy(英語版), STORM）は光スイッチ可能な蛍光色素を逐次活性化することにより、時間分解された位置情報から高解像度な画像を構築する。

### 走査型近接場光顕微鏡
走査型近接場光顕微鏡は近接場光を利用して光の回折限界を超える高解像度の画像を得る。

### 構造化照明顕微鏡
空間分解能を向上させるために使用される構造化照明法は縞状の光を試料に照射して現れたモアレ縞に含まれている、通常の観察範囲外の情報をソフトウェアによって解析することで回折限界の約2倍、またはおよそ100 nmの分解能の画像が得られる。

### 2光子励起顕微鏡
物質励起に本来一つの光子しか占有し得ない空間に2つ（またはそれ以上）の光子が飛び込む2光子吸収過程を利用した顕微鏡。励起光の発生が確率論的に支配されるので、画像解像度は共焦点に劣る。

## 用途
- 生体組織や材料の内部構造の観察